# 戸草ダム
戸草ダム（とぐさダム）は長野県伊那市、一級河川・天竜川水系三峰川（みぶがわ）上流部に計画しているダムである。
国土交通省中部地方整備局が施工を行う国土交通省直轄ダムで、天竜川水系のダムとしては佐久間ダム（天竜川）に次ぐ規模となる高さ140.0メートルの重力式コンクリートダム。第二次三峰川総合開発事業の一環として下流の美和ダム再開発事業と共に計画され、三峰川の治水と諏訪地域への利水、および水力発電を目的とした特定多目的ダムとして施工が進められていた。しかし諸般の事情で長らく着工されず、2008年（平成20年）6月に事業者の国土交通省が計画の中止を発表したダムである。

## 沿革
三峰川には1959年（昭和34年）に美和ダムが完成していた。だが、その後も天竜川水系では水害が続発し、1982年（昭和57年）7月・1983年（昭和58年）8月と連年に亘り大水害が発生した。この為建設省（現・国土交通省中部地方整備局）は天竜川の治水計画を再検討し、ダムによる洪水調節を図る事とし1987年（昭和62年）に戸草ダムは計画された。その後美和ダム再開発とセットで第2次三峰川総合開発事業として計画は拡充された。
ダムの型式は重力式コンクリートダム、高さは140.0mで天竜川水系のダムでは佐久間ダムに次ぐ高さとなる。総貯水容量も美和ダムの倍近くとなり、完成すれば天竜川水系では屈指の大ダムとなる。目的は洪水調節・不特定利水・発電・工業用水であるが、工業用水については受益者の長野県が事業からの撤退を表明している。

## 流動的な事業進捗
公共事業見直しの風潮が高まっている昨今、天竜川水系に関してもダム建設の見直しが進んでいる。長野県は当時の長野県知事・田中康夫が「脱ダム宣言」に因って天竜川水系の県営ダム計画を全て中止した。田中知事は戸草ダムについて、当初諏訪地方の精密機械工場への利用を計画していた工業用水事業からの撤退を決めている。また水力発電事業についても一切事業内容の骨子が固まっていない状態であった。こうして1984年の計画発表以来、20年以上工事に着手されない状態が続いていた。
事業者の国土交通省は第1次小泉内閣の「聖域なき構造改革」の一環で全国的な直轄ダム事業の見直しを行っていた。2005年（平成17年）には全国五事業について計画規模の縮小を視野に入れた再検討を行うと発表している。この五事業とは幾春別川総合開発事業（新桂沢ダム・三笠ぽんべつダム。北海道）、沙流川総合開発事業（平取ダム。北海道）、留萌川総合開発事業（留萌ダム。北海道）、岩木川総合開発事業（津軽ダム。青森県）そして第二次三峰川総合開発事業である。すでに美和ダムの再開発事業はほぼ完成していたので、必然的に着工されていない戸草ダムが該当する。
20年以上事業が進捗していない戸草ダムの今後について、三峰川流域自治体を始めその行方に注目が集まっていたが三年後の2008年（平成20年）6月、国土交通省は戸草ダムについて事業を中止する方針を発表した。これに対して地元・三峰川流域である伊那市では突然の中止発表に戸惑いや反発の声が挙がっており、「三峰川上流域の治水を万全にしてほしい」としてダム事業中止の撤回を求めている。